# イオンタウン太閤ショッピングセンター
イオンタウン太閤ショッピングセンター（イオンタウンたいこうショッピングセンター）は、愛知県名古屋市中村区太閤一丁目19番42号にあるマックスバリュ東海が管理・運営するショッピングセンターである。

## 概要
核店舗として「マックスバリュ太閤店」が入居するほか、ウエルシアや飲食店等、複数の専門店が入居する。なお、詳細は、外部リンク「マックスバリュ太閤店」を参照。
ジェイアール東海不動産が所有する旧JR東海総合病院跡地に建設された、マックスバリュ東海株式会社が管理・運営をする商業施設である。開店時はイオン株式会社、2008年8月21日よりイオンリテール株式会社に移管、2010年2月21日よりマックスバリュ中京株式会社に移管、2013年3月1日にマックスバリュ中部株式会社がマックスバリュ中京株式会社を吸収したことでマックスバリュ中部株式会社の運営に変更、2019年9月1日にマックスバリュ東海株式会社がマックスバリュ中部株式会社を吸収したことでマックスバリュ東海株式会社の運営に変更とこれまで4回の変更を経て5社が運営してきた。
開設当初の建物概要はL字型の平屋建てで、敷地北東側に核店舗のマックスバリュ太閤店、マックスバリュの南隣にはウエルシア薬局株式会社が運営するウエルシアがあった。同店やイオンリテール運営のディリーファッションストア「IFQ（アイエフキュー）」の店舗や書店をはじめとする、専門店街があった。
店舗西側には、名古屋セントラル病院（旧JR東海総合病院）がある。
駐車場の大半が2018年度に開通（2018年9月16日に本線部（「椿町線」）のアンダーパスが全線開通した。）の都市計画道路「椿町線」の予定地にかかっているため、数年で撤退するとの見方もあった。なお、名古屋市の2007年6月の市議会において住宅都市局長は「イオンは駐車場の大半が都市計画道路の予定地であることをあらかじめ認識したうえで建設が進められており営業補償問題は生じない」と回答していた。また、出店前の大店立地法の届けに対する意見書は349件提出された。
2010年5月29日リニューアルオープンした。リニューアルに伴い5月27日20時に一旦閉店し、翌28日は臨時休業して工事を行った。
なお、この店舗は2011年11月21日に実施されたイオンリテールおよびイオンビッグ運営のNSCのイオンタウン株式会社への移管措置は見送られた。現在は、大規模小売店舗法による設置者は、マックスバリュ東海となっている。
2013年に、専門店街の入っていたマックスバリュ南西側の別館の大半が解体され、専門店の大半は撤退した。ウエルシア薬局や飲食店などは、建物の残留部分（マックスバリュの南東側）に移動した。先述の都市計画街路建設後は、駐車場の敷地が二分され、名古屋セントラル病院側は、病院駐車場となったが、イオン（AEON）のメイン看板は設置されたままで、駐車場入り口の矢印の部分が、交差点の道案内に変更されている。

## ギャラリー

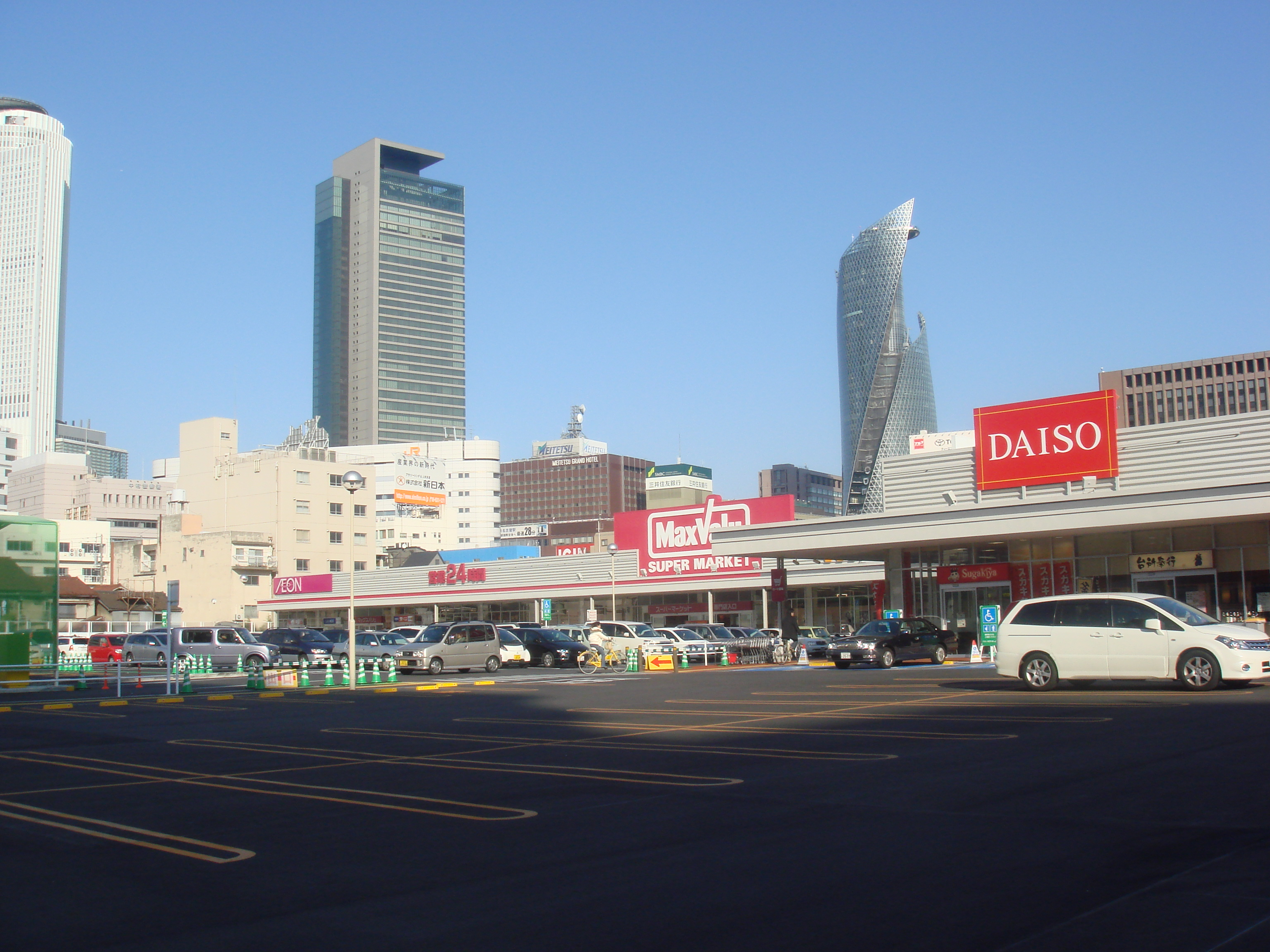
別館解体以前の全景（2008年1月）
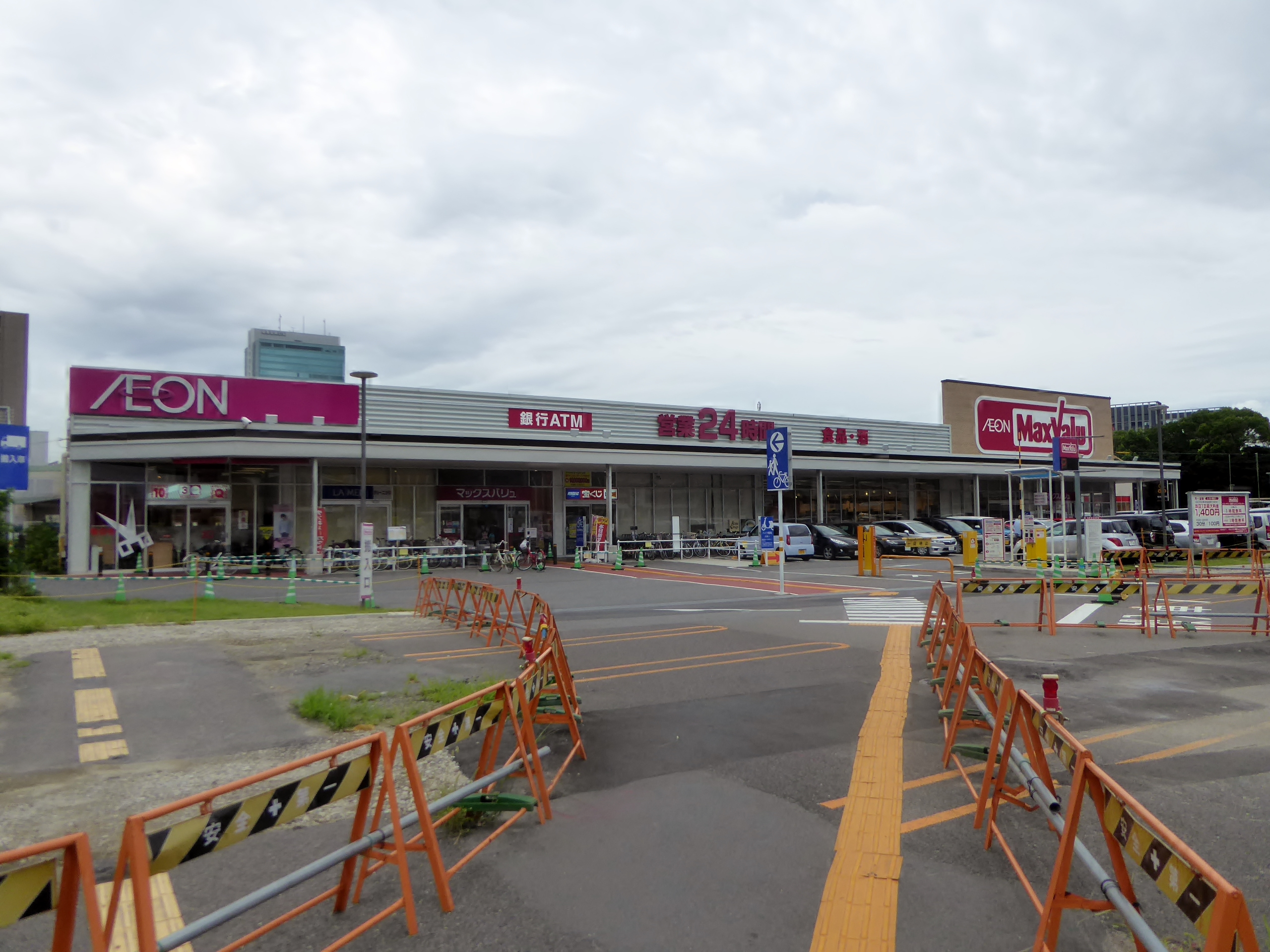
マックスバリュ太閤店 （別館解体後・2015年8月31日撮影）

## 交通アクセス
- 名古屋市営バス・名鉄バス 笹島町または笈瀬通バス停下車。[独自研究?]
- 各線 名古屋駅・近鉄名古屋駅・名鉄名古屋駅（太閤口側）下車。[独自研究?]
- 近鉄名古屋線 米野駅下車。[独自研究?]
- 名古屋臨海高速鉄道あおなみ線 ささしまライブ駅下車。[独自研究?]